# Halleluhwah
Halleluwah (alternativamente intitolato Halleluhwah in alcune edizioni post-1989) è un brano musicale del gruppo krautrock tedesco Can, incluso nel loro album Tago Mago del 1971.

## Descrizione
La traccia, che in origine occupava un'intera facciata di disco in vinile durando 18 minuti e 32 secondi, è un esempio caratteristico del sound della band nei primi anni settanta in quanto presenta una vasta gamma di chitarre e tastiere improvvisate, montaggi su nastro e la sezione ritmica "che martella un mostruoso beat trance/funk". La parte di batteria per la quale la canzone è celebre viene ripetuta quasi incessantemente da Jaki Liebezeit, con solo minime variazioni, lungo tutta la durata del brano. In una strofa del pezzo, Damo Suzuki menziona tutte le canzoni del primo lato di Tago Mago: «Mushroom head, oh yeah, paper house».
Una versione accorciata a 3:30 della canzone fu inclusa come lato B nel singolo Turtles Have Short Legs del 1971, mentre un'altra versione accorciata ma differente fu in seguito inclusa nella compilation Cannibalism.
La stampa originale britannica di Tago Mago, recava erroneamente in copertina Hallelujah come titolo del brano.

## Campionamenti
La parte di batteria di Halleluhwah è stata campionata dai Primal Scream per il loro singolo Kowalski del 1997.
La parte di pianoforte è stata invece campionata dagli A Tribe Called Quest nel loro ultimo album in studio We Got It from Here... Thank You 4 Your Service, per la traccia Lost Somebody.